# Hans Homberger
Hans Ernst Homberger (* 31. Oktober 1908 in Schaffhausen; † 1986) war ein Schweizer Ruderer, der bei den Olympischen Sommerspielen 1936 eine Silber- und eine Bronze-Medaille gewann. 1955 übernahm er die Leitung der Uhrenmanufaktur International Watch Company in Schaffhausen.

## Sportliche Karriere
Die drei Brüder Hans Ernst, Alexander und Rudolf Homberger starteten gemeinsam für den Ruderclub Zürich. 1935 bei den Ruder-Europameisterschaften in Berlin siegte der Schweizer Vierer ohne Steuermann mit Hans Ernst und Alex Homberger, Hermann Betschart und Karl Schmid. Im Achter belegte das Schweizer Boot mit den drei Brüdern den zweiten Platz hinter Ungarn.
Am 14. August 1936 wurden auf der Regattastrecke Berlin-Grünau die Endläufe der Ruderentscheidungen bei den Olympischen Spielen 1936 ausgetragen. Um 14.30 Uhr war der Start des Rennens im Vierer mit Steuermann, es siegte das deutsche Boot mit acht Sekunden Vorsprung auf das Schweizer Boot mit Hermann Betschart, Hans Ernst und Alexander Homberger, Karl Schmid und Steuermann Rolf Spring, das seinerseits neun Sekunden Vorsprung auf die Franzosen auf dem Bronzeplatz hatte. Um 17.00 Uhr startete der Vierer ohne Steuermann, hier siegte das deutsche Europameisterboot von 1934 vor den Briten. Betschart, die Hombergers und Schmid erruderten die Bronzemedaille. Um 18.00 Uhr wurde schliesslich der Final im Achter ausgetragen, den Schweizer Vierer mit Steuermann Rolf Spring ergänzten dabei Oskar Neuenschwander, Rudolf Homberger, Fritz Feldmann und Werner Schweizer. Während alle anderen Crews ausgeruht an den Start gingen, hatten die stärksten Schweizer bereits zwei Rennen absolviert, mit zehn Sekunden Rückstand auf das Siegerboot aus den Vereinigten Staaten belegten sie den sechsten und letzten Platz.

## Berufliche Karriere
Nach dem Tod seines Vaters Ernst Jakob Homberger (1869–1955) übernahm Homberger als letzter privater Eigentümer die Leitung der Uhrenmanufaktur International Watch Company in Schaffhausen. Dabei arbeitete er an der Weiterentwicklung der Quarzuhr mit. 1978 wurde das Unternehmen an die VDO Adolf Schindling AG verkauft.